# Aeropuerto de Jan Mayen
El Aeropuerto de Jan Mayen (en noruego: Jan Mayensfield) (OACI: ENJA) es un aeropuerto noruego en el territorio de ultramar de Jan Mayen, situado en Olonkinbyen, la única localidad de la isla. Sirve como base militar en las instalaciones de la estación meteorológica LORAN de la isla.
El aeropuerto recibe esporádicamente un C-130 Hercules de la Real Fuerza Aérea Noruega desde la Base Aérea de Bodø. El cercano volcán Beerenberg puede crear un efecto de calle de vórtices de von Kármán, dificultando los aterrizajes.

## Historia
En 1959 la OTAN decidió instalar una base de navegación LORAN en Jan Mayen, como resultado de la construcción, el aeropuerto formó parte del proyecto, operando vuelos desde 1961.

## Accidentes e incidentes
En 1991, un C-130 Hércules de la Real Fuerza Aérea Noruega casi se estrella tras el despegue debido a un cambio brusco en la dirección del viento de Kármán.